# 9207 Petersmith
9207 Petersmith este un asteroid din centura principală de asteroizi.

## Descriere
9207 Petersmith este un asteroid din centura principală de asteroizi. A fost descoperit pe 29 septembrie 1994 la Kitt Peak National Observatory în cadrul proiectului Spacewatch. Asteroidul prezintă o orbită caracterizată de o semiaxă mare de 2,74 ua, o excentricitate de 0,08 și o înclinație de 1,3° în raport cu ecliptica.